# Tomopleura retusispirata
Tomopleura retusispirata é uma espécie de gastrópode do gênero Tomopleura, pertencente a família Borsoniidae.